# Planetisation

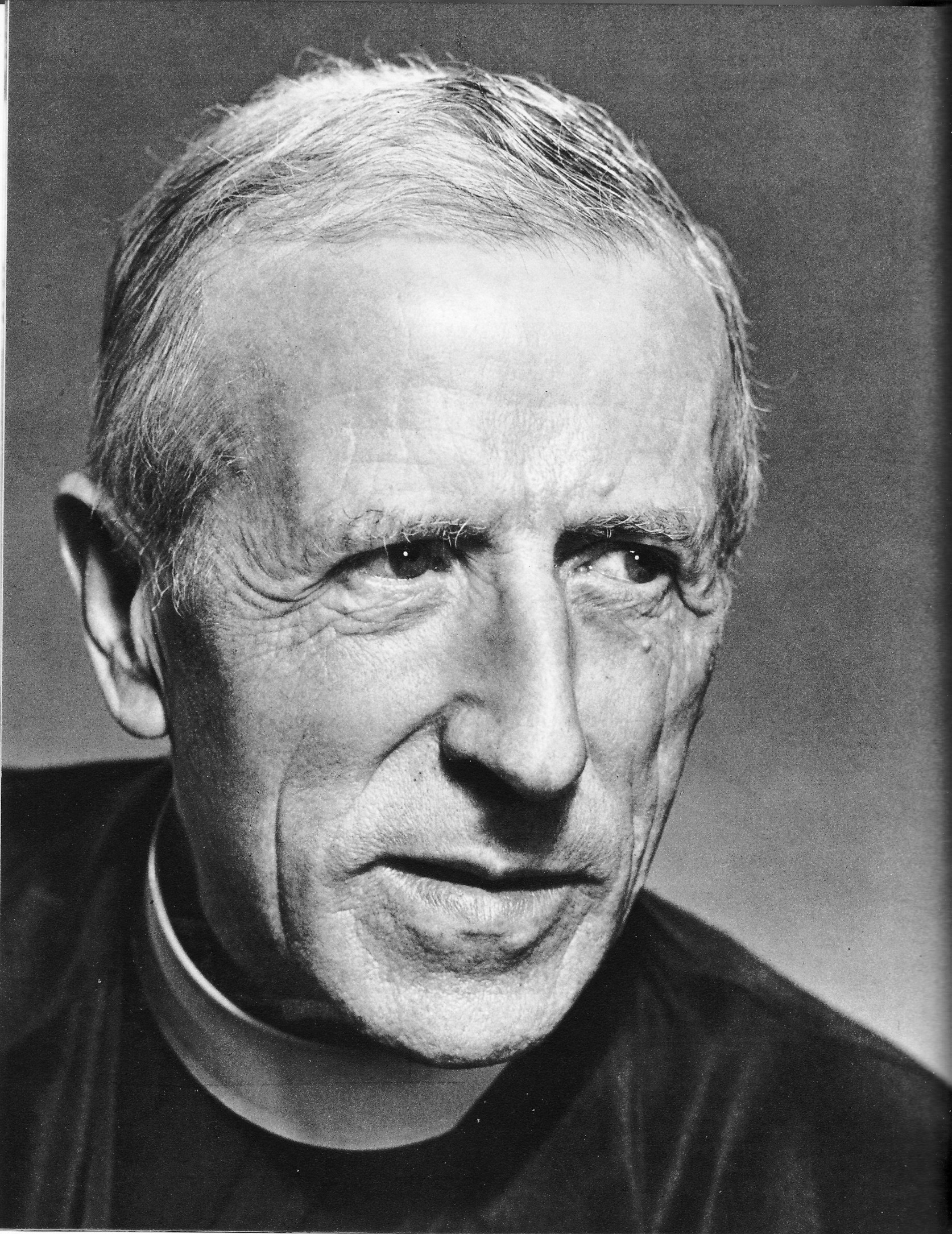
Pierre Teilhard de Chardin, 1955

Planetisation oder menschliche Planetisation ist ein evolutionstheoretisches Denkmodell, wonach die Menschheit unwiderstehlich zu einer globalen Form der Sozialisation (Kollektivisation) getrieben wird. Der Begriff Planetisation wurde durch den französischen Denker Pierre Teilhard de Chardin geprägt. Er behauptet einen deterministischen Megatrend, der dem Plan der Evolution selbst innewohnt. Die Erde und die sie bevölkernde „menschliche Materie“ seien diesem Prozess, dem Drift zum Kollektiven, unwiderruflich ausgesetzt. Diese Bewegung, die die Menschheit zwar zu „super-organisierten Formen mitreißt“, würde den Einzelmenschen aber gerade darum noch personaler (menschlicher) machen.